# جمعية عامة (حركة احتلوا)

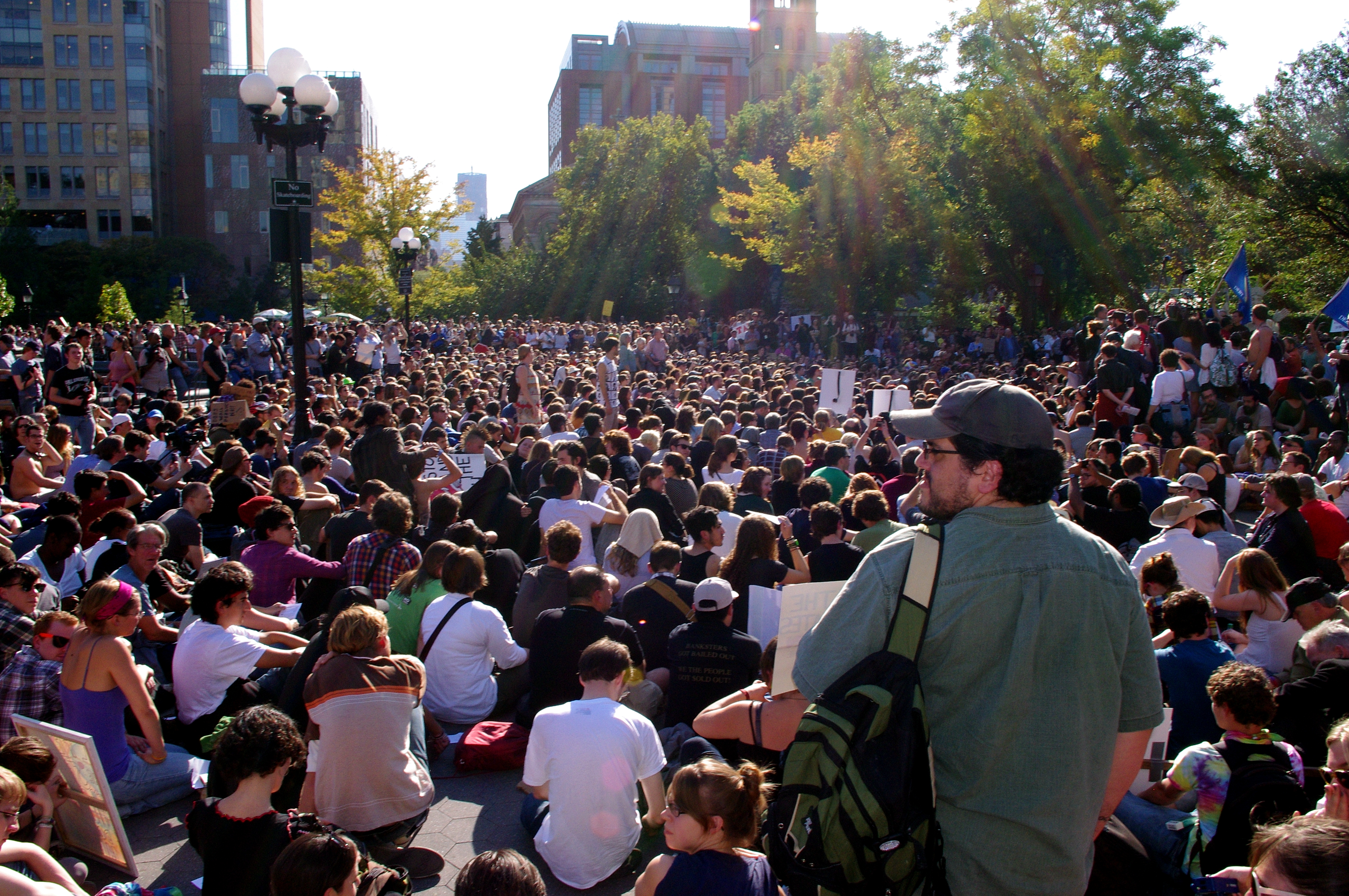
اجتماع الجمعية العامة في واشنطن سكوير بارك، بمدينة نيويورك في 8 أكتوبر 2011

الجمعيات العامة (GA) هي هيئات صنع القرار الرئيسية لحركة احتلوا العالمية والتي بدأت في عام 2011. وتتسم هذه الجمعيات العامة بأنها مفتوحة أمام الجميع الذين يرغبون في المشاركة، حيث تسمح بتقديم نموذج شامل للديمقراطية المباشرة. وتهدف مثل هذه الجمعيات إلى التوصل إلى توافق في القرار بين جميع المشاركين.
وتعتمد هذه الجمعيات بشكل رئيسي على الحديث، حيث يوجد متحدثون مختلفون يوجهون حديثهم إلى الحشود. وتتباين الأشكال المحددة التي تبنتها جمعيات احتلوا في جميع أنحاء العالم. ويوجد في معظم الجمعيات مسهل يعمل على الحفاظ على النظام وضمان أن يحصل الجميع إذا أمكن على فرصة يعبرون فيها عن آرائهم. وكثيرًا ما تقيد الجمعيات الكبرى المتحدثين وتحد من عددهم، ويقتصر الأمر فقط على المتحدثين الرسميين الذين يمثلون مجموعات عمل أصغر، ومع ذلك، لا يزال كل فرد قادرًا على تقديم رأيه، حتى ولو كان ذلك عن طريق إشارات اليد فقط.
وقد استخدمت حركة احتلوا وول ستريت الجمعيات العامة منذ انطلاقتها في 17 سبتمبر 2011 في مدينة نيويورك. كما كانت تستخدم أيضًا في مرحلة التخطيط التي حدثت في أغسطس. وقد استخدمت العديد من الحركات والثقافات السابقة الجمعيات العامة، حيث تعود أقدم الأمثلة التاريخية المعروفة إلى القرن السادس عشر تقريبًا في أثينا القديمة.

## الطرق
كانت الجمعيات العامة هي هيئات صنع القرار الرائدة بحكم الأمر الواقع لحركة احتلو منذ انطلاقها.

وتهدف الجمعيات العامة إلى الوصول إلى اتفاق جماعي، وتتبنى عادة مبادئ المساواتية. كما أنها تتسم بالتنظيم غالبًا بحيث تضمن للجميع الحصول على فرصة للإدلاء بآرائهم، بدلاً من الميل الطبيعي بأن يسيطر الأشخاص الأكثر قوة على النقاش غير المنظم. وفي الجمعيات الأكبر، كتلك التي تعقد في نيويوك، فإنها قد تنعقد عن طريق آليات رسمية مثل الحزمة التقدمية.
ومن السمات التنظيمية الأخرى التي تتسم بها الجمعيات العمومية الكبيرة اقتصار فرص الحديث بشكل رئيسي على ممثلي مجموعات العمل الأصغر. وهو ما يعني أن يحصل كل فرد على فرصته ليعبر عن رأيه، ويطرح أسئلة على مستوى مجموعة العمل، بينما تبقى النقاشات على مستوى الجمعية أكثر تنظيمًا. وفي المجالس الأصغر، يستطيع أي شخص تقديم مقترحات للمناقشة. أما في الجمعيات الكبيرة، يقدم الجمهور ردود فعل مختصرة على الاقتراحات التي قدمتها مجموعات العمل. ومن الممكن استخدام نظام يعتمد على الصفوف يدعى الحزمة لإدارتها، وذلك بمساعدة المسهلين الذين يشيرون إلى الوقت الذي يحين فيه دور العضو في الحديث. حتى في الجمعيات الكبيرة، يمكن للأفراد دائمًا التعبير عن آرائهم للمتحدثين والجمهور عن طريق إشارات اليد.
وأحيانًا تنعكس العلاقة الهرمية بين الجمعية العامة ومجموعة العمل - فقد يتخذ فريق العمل القرارات عن الجمعية بدلاً من مجرد إبداء رأيها في هذه القرارات. فعلى سبيل المثال، فيما يتعلق بالقرارات السرية التي تأمل الجمعية في إخفائها عن عملاء الحكومة المحتملين أو غيرهم من المخبرين، قد تفوض الجمعية مهمة تنفيذية إلى لجنة عمل مباشرة والتي «تخول» لها الجمعية التخطيط الإجراءات مثل الدعاية الإعلانية، والتي من الأفضل أن تبقى سرًا عن السلطات حتى يتم تنفيذها.

## معلومات تاريخية
قد يعود أصل استخدام الجمعيات العامة لاتخاذ القرارات بالإجماع إلى الديمقراطية الأثينية التي ظهرت قرابة القرن السادس قبل الميلاد في اليونان القديمة. وقد انتهى نموذج أثينا للديمقراطية المباشرة عام 322 قبل الميلاد بعد الهزيمة التي تلقتها من المقدونيين. ومن ذلك الحين، لم تعقد جمعيات اتخاذ القرار الرسمية للجماهير إلا بشكل متفرق، وكانت تتسم بأنها ذات أهمية متواضعة في الشؤون العالمية، مع بعض الاستثناءات التي تحدث كجزء من الديمقراطية المباشرة التي برزت في كانتونات سويسرا في أواخر العصور الوسطى، وجمعية الأصدقاء الدينية التي نشأت في منتصف القرن السابع عشر.
وفي القرن العشرين، تمتعت الجمعيات القائمة على توافق الآراء بانتعاشة متواضعة مع حركة الحقوق المدنية في الولايات المتحدة في ستينيات القرن العشرين.
ثم زاد انتشارها في بداية الألفية، حيث ظهرت مجالس المتحدثين لحركة ضد العولمة عام 1999 والجمعيات التي تنتمي لحركة الأفقية، والتي بدأت في الظهور في أمريكا الجنوبية كردة فعل على الأزمة الأرجنتينية الاقتصادية (1999–2002).

تم استخدام الجمعيات مع بداية الاحتجاجات الإسبانية الغاضبة في مايو 2011 – والتي كان يُنظر إليها أحيانًا بوصفها بداية حركة احتلوا الأوسع نطاقًا، وذلك على الرغم من أنها تعد مؤشرًا فوريًا، حيث إن حركة احتلوا العالمية بدأت مع حركة احتلوا وول ستريت.
وقد تم استخدام الجمعيات أثناء مرحلة االتخطيط لحركة احتلوا وول ستريت، حيث انعقدت الجمعية الأولى بجوار تمثال وول ستريت بول في 2 أغسطس 2011.

وقد انعقدت الجمعية العامة الأولى لحركة احتلوا وول ستريت نفسها في نيويورك في اليوم الذي انطلقت فيه الحركة بتاريخ 17 سبتمبر 2011. وكانت خطة المتظاهرين الأصلية عقد اجتماع في تشيس مانهاتن بلازا، ولكن الشرطة منعتهم. ووفقًا للصحفي ناثان شنايدر، استخدم المتظاهرون ويكيبيديا للمساعدة في تحديد حديقة زوكوتي لتصبح موقع انعقاد جمعيتهم الأولى.
ومنذ ذلك الحين، عُقدت آلاف الجمعيات العامة في جميع أنحاء العالم.

## التقييم
عادة ما تمثل الجمعيات العامة تجربة إيجابية للذين اختاروا المشاركة، ولذلك يوصف معظمهم بأنهم "مهووسون" بها. ويقوم الوافدون الجدد في بعض الأحيان بإلقاء خطب في حديثهم الأول، ولكنهم سرعان ما يختارون احترام العملية. في هذا الإطار، قال الناشط الماركسي لاري هولمز إنه كان من الضروري لحركة احتلوا إنشاء جمعيات عامة حتى يتمكنوا من خلق "ديمقراطية حقيقية"، وذلك بهدف معارضة مؤسسات الدولة المعاقبة القائمة، والتي ينظر إليها على أنها تخضع لسيطرة المصالح المالية."
أشار ديفيد جريبر إلى أن استخدام الجمعيات كان سببًا رئيسيًا لاكتساب حركة احتلوا زخمًا، على النقيض من العديد من المحاولات الأخرى لبدء حركة ما بعد الأزمة، والتي تستخدم أساليب أكثر معيارية للتنظيم ولكن جميعها فشلت في الانطلاق.
كما كتب المؤلف والأكاديمي لوقا بريثرون أن الجمعيات العامة تقدم «تجربة المكان والزمان المختلف تمامًا»، حتى يتمكن الناس من إدراك الطبيعة القمعية للواقع العادي.
وقد تلقى هذا النموذج بعض الانتقادات، لا سيما فيما يتعلق بالوقت الذي يستغرقه للوصول إلى توافق في الآراء حول مطالب محددة. وذكر ناثان شنايدر أن مشكلة هذه الجمعيات هو أنها إلى حد ما تتعارض مع الجماعات السياسية التقليدية مثل الأحزاب والنقابات ومنظمات المجتمع المدني غير الحكومية – وهي مسألة إشكالية من حيث إنها تحتاج إلى التنسيق مع هذه الجماعات لتنفيذ رسالتها.
كما تعرضت الأشكال المستخدمة في الجمعية العامة لحركة احتلوا لندن (London GA) لانتقادات لأنها في حقيقة الأمر تتيح لمشارك واحد فقط أن يحول دون الوصول إلى توافق، وذلك على النقيض من الجمعيات العامة في الولايات المتحدة حيث إن بعضها يحتاج إلى نسبة 10٪ من المشاركين كحد أدنى لمنع تمرير الإجراء.
كما أشار مالكولم جلادويل إلى أن الاعتماد فقط على الجمعيات القائمة على توافق للتوصل إلى قرار، مع البقاء بلا قيادة، يعيق قدرة حركة احتلوا على خلق تغيير حقيقي. فقد عقد مقارنة بين حركة احتلوا والحقوق المدنية المتاحة، وقال إنه يتم التحكم فيها بعناية وتتسم «بهرمية بالغة»، وذلك تحت قيادة مارتن لوثر كينغ الذي يصفه جلادويل بأنه «أحد الخبراء الرواد في المناورات في القرن العشرين.»
وبحلول يناير 2012، كانت الجمعيات العامة لا تزال تحظى بشعبية في جميع أنحاء العالم على الرغم من أن العديد من مخيمات «احتلوا» قد تم فضها إما طوعًا أو على يد الشرطة. ومع ذلك، بدأ بعض الصحفيين نقل حوادث للاقتتال الداخلي بين الجماعات المختلفة، كما لوجظ وجود توجه عام بأن تصبح النقاشات أكثر انعزالية وحول أمور تافهة.
كما تطور اتجاه في الحركة العالمية يتمثل في أن يقوم بعض أعضاء الحركة باتخاذ إجراءات مهمة بشكل مستقل دون انتظار موافقة من الجمعية. وذكر الأستاذ جريس دافي أنه في اجتماع حركة احتلوا وول ستريت لمناقشة الجمعيات العامة، والذي عقد في أواخر ديسمبر 2011، أعرب العديد من المشاركين عن عدم رضاهم عنها. ومع ذلك، طالب آخرون بالتوسع في استخدامها بشكل أكبر.
وتوقع واحد من أعضاء حركة احتلوا المتحمسين أن يكون «العصر القادم عصر الجمعيات العامة» والذي يعتقد أنه «أفضل أمل للبشرية».
وفي 4 يناير 2012، نشرت منظمة ذا فيوتشر أوف أوكيوباي كولكتف (he Future of Occupy Collective)، وهي منظمة انشأها المحتلون، كانت قد قامت بنشر أول نشرة لها حول مستقبل الجمعيات، والتي قالوا فيها:«الاستمرار في عقد الجمعيات العامة، بطريقة أو بأخرى، يبدو أكثر أهمية من أي وقت مضى».